# Reprezentacja Danii w rugby union mężczyzn
Reprezentacja Danii w rugby  jest drużyną reprezentującą Danię  w międzynarodowych turniejach. Drużyna występuje w Europejskiej 3. Dywizji.

## Historia
Reprezentacja Danii swój pierwszy oficjalny mecz rozegrała 23 października 1949 przeciwko Szwecji, przegrywając 0:6. Dania w kwalifikacjach do Pucharu Świata startuje od 1995 roku. Jak dotąd, drużynie nie udało się zagrać na tej imprezie.

## Rozgrywki międzynarodowe

### Puchar Świata w rugby
- 1987 – nie brała udziału
- 1991 – nie brała udziału
- 1995 – nie zakwalifikowała się
- 1999 – nie zakwalifikowała się
- 2003 – nie zakwalifikowała się
- 2007 – nie zakwalifikowała się